# Astragalus foliosus
Astragalus foliosus är en ärtväxtart som beskrevs av Podlech, Maassoumi och Ranjbar. Astragalus foliosus ingår i släktet vedlar, och familjen ärtväxter. Inga underarter finns listade i Catalogue of Life.